# マリーナ・アブラモヴィッチ

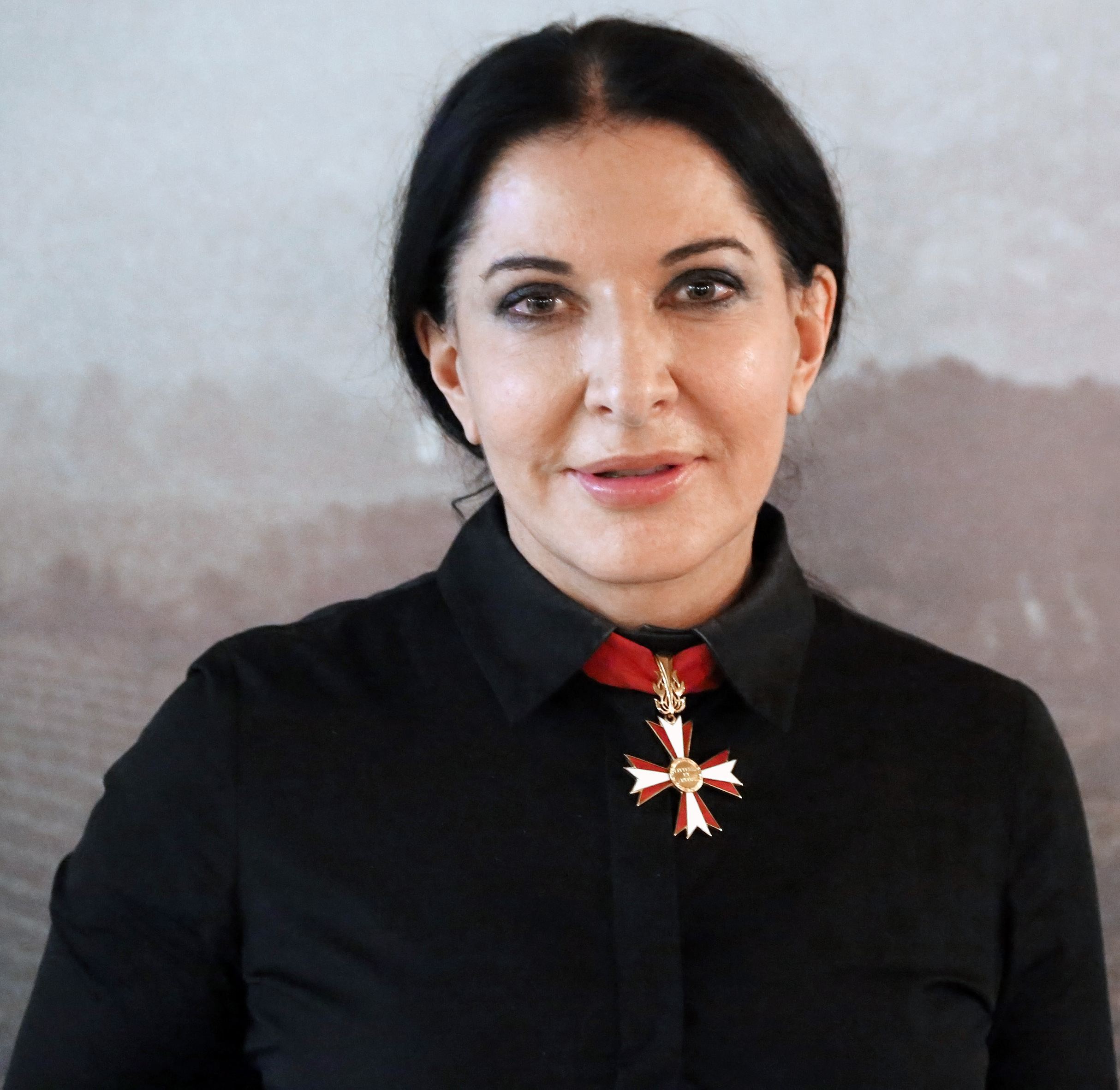
マリーナ・アブラモヴィッチ（ヴィーン、2012年）

マリーナ・アブラモヴィッチ（クロアチア語: Marina Abramović、セルビア語: Марина Абрамовић、セルビア語発音: [maˌrǐːna abˈrǎːmoʋit͡ɕ]、1946年11月30日 - ）はユーゴスラビア出身のパフォーマンスアーティストである。特に、自身の肉体に暴力を加える過激なパフォーマンスで世界的に知られる。

## 略歴
1946年にベオグラードで第二次世界大戦時のレジスタンス運動に参加していた両親のもとに生まれる（父は国民的英雄、母は陸軍少佐であった）。祖父はセルビア正教会の総主教。1965年から1970年までベオグラードの造形美術アカデミーで絵画を学ぶ。アカデミー卒業後、ボディーアートやパフォーマンスアートへの取り組みを始める。1968年よりコンセプトアートを製作。1973年に初のパフォーマンスを行う。
1970年代、セルビア・ノヴィ・サドにある造形美術アカデミーで教鞭をとる一方で、ヘルマン・ニッチュのパフォーマンス活動に参加している。1976年より、当時の伴侶であったドイツ人のウライ（Ulay 本名：Uwe Laysiepen）とカップルをテーマとしたパフォーマンスシリーズ「Relationworks」を行う。ウライとの関係は1989年に解消している。
1990年から1991年までの間、パリのアカデミー・デ・ボザールとベルリン造形美術大学（現：ベルリン芸術大学）で客員教授を勤める。1992年から1996年までハンブルク造形美術大学の正教授として、1997年から2004年までブラウンシュヴァイク造形美術大学でパフォーマンス科の教授として教鞭をとる。2003年、ニューヨークに若手のパフォーマンスアーチストを発掘・助成する団体、国際パフォーマンスグループ（Independent Performance Group）を設立する（2007年解散）。2005年に活動拠点をアムステルダムからニューヨークに移し、同年イタリアの彫刻家パオロ・カネヴァリ（Paolo Canevari）と結婚。

## 作品
彼女のパフォーマンスの多くは、ヨシップ・ブロズ・ティトーの共産主義体制からの解放など、社会・政治問題を提起するものである。自己の身体を表現手段にし、時に自身の生理学的限界を超えようとする手法をとる。1974年の「Rythme 5」では、ガソリンを燃やして共産主義の象徴である赤い星を作り、その炎のなかに横たわって政治的メッセージを表現しようとした。その際、酸素不足から意識をなくし、あやうく命を落としかけた。1975年にインスブルックで行った「Thomas Lips」では、自らの腹部に剃刀の刃で切りつけ、その傷で赤い星を描いた。この後、体に数十回にわたって鞭を打ち、十字架をかたどった氷の塊に全裸で横たわり続けた。この時も途中で意識を失い、危険を察知した観客にパフォーマンスを中断させられている。
また、文明という仮面の下に隠れた人間の暗部を浮き彫りにしようともしている。有名なものでは、1974年の実験的パフォーマンス「Rhythm 0」が挙げられる。アブラモヴィッチは観衆の前に身をさらし、観衆に72の道具（口紅、香水、はさみ、ナイフ、鞭、注射器など）を与え、6時間にわたって彼女の体に対して意のままにそれらの道具を使わせた。次第に観衆の自制心が薄れていき、彼女の服を引き裂く、叩く、血を飲むなどの欲動に走り始め、遂には装填した銃を身につけた男が彼女を脅かすまでにいたり、他の観客が止めに入ったほどだった。演者と観衆との係わり合いは、その後も彼女の作品の重要なモチーフのひとつとなっているが、観客にパフォーマンスを全面的にコントロールさせることはこれ以降なくなった。
前述のウライとの二人組みで行ったパフォーマンスシリーズ「Relationworks」では、1988年の「The Great Wall Walk」と称したシリーズ最後の作品が最も話題になった。これは、万里の長城の両端からそれぞれ出発した二人が、3カ月かけて1000キロを歩き続け再会を果たすというものだった。
2005年にはニューヨークのソロモン・R・グッゲンハイム美術館で代表作のひとつとなる「Seven Easy Pieces」を発表。2008年には横浜トリエンナーレにも招待されている。2021年アストゥリアス皇太子賞芸術部門受賞。